# Ctenochira marginata
Ctenochira marginata là một loài tò vò trong họ Ichneumonidae.